# The One with the Cast of Night Court
"The One with the Cast of Night Court" é o terceiro episódio da terceira temporada da série de televisão de comédia de situação norte-americana 30 Rock, e o 39.° da série em geral. O seu argumento foi escrito pelo co-produtor executivo Jack Burditt e foi realizado por Gail Mancuso. A sua transmissão nos Estados Unidos ocorreu na noite de 13 de Novembro de 2008 através da rede de televisão National Broadcasting Company (NBC). Dentre as estrelas convidadas para o episódio, estão inclusas Jennifer Aniston, Markie Post, Charles Robinson e Harry Anderson, com estes últimos três interpretando versões fictícias de si mesmos.
No episódio, Claire Harper (interpretada por Aniston), antiga colega de quarto de Liz Lemon (Tina Fey) e Jenna Maroney (Jane Krakowski), chega na Cidade de Nova Iorque para as visitar e acaba por desenvolver uma paixão obsessiva pelo executivo Jack Donaghy (Alec Baldwin), chefe das suas amigas. Entretanto, Kenneth Parcell (Jack McBrayer) não está satisfeito com o novo uniforme para estagiários, então, Tracy Jordan (Tracy Morgan) decide animá-lo com a ajuda de alguns membros do elenco da série Night Court.
Em geral, "The One with the Cast of Night Court" deixou os críticos especialistas em televisão de horário nobre divididos, principalmente em relação ao desempenho de Aniston assim como o enredo. Não obstante, a actriz recebeu uma nomeação a um Prémio Emmy do horário nobre pela sua performance no episódio. De acordo com os dados publicados pelo serviço de registo de audiências Nielsen Ratings, "The One with the Cast of Night Court" foi assistido por 7,60 milhões de telespectadores norte-americanos durante a sua transmissão original e foi-lhe atribuída a classificação de 3,6 e oito de share no perfil demográfico dos telespectadores entre os dezoito aos 49 anos de idade.

## Produção
"The One with the Cast of Night Court" é o terceiro episódio da terceira temporada de 30 Rock. O seu argumento foi escrito pelo co-produtor executivo Jack Burditt, sua oitava vez a escrever um argumento para a série, e foi realizado por Gail Mancuso, seu quarto crédito como realizadora no seriado. Não obstante, foi a primeira vez que ambos receberam créditos na terceira temporada de 30 Rock. Embora os seus nomes tenham sido listados durante a sequência de créditos finais, os actores Scott Adsit e Keith Powell não interpretaram as suas respectivas personagens Pete Hornberger e James "Toofer" Spurlock neste episódio.
A participação especial de Jennifer Aniston foi anunciada pela primeira vez no final de Agosto de 2008. O seu papel de Claire Harper, uma mulher que desenvolve uma paixão obsessiva por Jack Donaghy, foi revelado no mês seguinte, e as suas cenas gravadas nos dias 29 de Agosto e 4 de Setembro de 2008. A aparição de Aniston em 30 Rock marcou a segunda vez que ela trabalhava com Baldwin, tendo ele feito uma participação em Friends, seriado no qual ela integrava o elenco principal como Rachel Green. Na verdade, o título deste eisódio adopta o prefixo "The One...," usado nos títulos dos episódios de Friends. Além disso, Aniston é a segunda integrante do elenco principal de Friends a fazer uma participação em 30 Rock, após David Schwimmer em "Greenzo." Sobre a sua experiência em trabalhar com o elenco e equipa do seriado, Aniston expressou, na estreia do seu filme Management (2008) no Festival de Cinema de Toronto, que "tive a maior diversão de sempre. Eles simplesmente foram fantásticos, receberam-me de braços abertos. Eles são tão bons no que fazem. Foi incrível. Foi muito, muito divertido."
Outras participações especiais em "The One with the Cast of Night Court" foram de Markie Post, Harry Anderson e Charles Robinson, todos membros do elenco principal de Night Court, anunciadas em Novembro de 2008. Em uma cena do episódio, antes do início do casamento simulado com o elenco de Night Court, Kenneth afirma que isto é o que os Estados Unidos da América desejam, "uma reunião de Friends... do Night Court," fazendo assim uma referência à participação de Aniston. Conforme o revelado em "The One with the Cast of Night Court," Jenna Maroney fez uma participação na temporada final de Night Court como uma advogada lobisomem. Ela é informada pelos membros do elenco que ela foi a razão do seriado ter sido cancelado.
Duas cenas filmadas para "The One with the Cast of Night Court" foram cortadas da transmissão para a televisão e, ao invés disso, inclusas como parte do bónus do DVD da terceira temporada da série. Na primeira cena, Liz e Jenna relembram as suas noites loucas com Claire, incluindo uma na qual Jenna e Claire dançaram à volta de um hidrante aberto enquanto Liz dizia não se sentir segura para fazê-lo. Elas também lembram quando entraram à socapa em um casamento polaco, no qual Claire pode ser vista a dançar no meio de um grupo de homens. Na segunda cena, Harry Anderson está no camarim de Tracy após o fim dos ensaios. Tracy entra no camarim para convencê-lo a emendar a sua relação com Markie Post. Em outro compartimento, Kenneth é visto com Post. Anderson reclama com Tracy sobre Post, como faz Post sobre Anderson com Kenneth. Então, Tracy diz-lhe para esquecer o passado e realizar o sonho de Kenneth de um casamento de Night Court para fazê-lo feliz, uma vez que está descontente com os novos uniformes de estagiário que foi forçado a usar.

## Enredo
Liz Lemon (Tina Fey) e Jenna Maroney (Jane Krakowski) aguardam pela chegada de sua antiga colega de quarto em Chicago, Claire Harper (Jennifer Aniston). Porém, não estão entusiasmadas com a visita pois acham cansativo ter ela por perto. Jack Donaghy (Alec Baldwin) sente uma atração instantânea por Claire, mas Liz avisa-lhe a não se envolver com ela, levando ele a confessar já ter se envolvido sexualmente com Claire. Em um evento formal da General Electric, Claire surpreende Jack cantando uma versão sensual de "Parabéns a Você" para ele, uma alusão à apresentação de Marilyn Monroe no aniversário do presidente John F. Kennedy. Assustado, ele pede-lhe para abandonar aquele recineot, levando-a a ameaçar se suicidar em voz alta. Para ajudar Jack, Liz faz Claire esquecer os seus planos com Jack e, ao invés disso, sair para aproveitar a noite em discotecas com ela e Jenna. Todavia, Claire não aparece na discoteca, levando Liz a ligar para Jack e avisá-lo sobre o perigo potencial. Ele encontra Claire no seu apartamento e acaba dormindo com ela novamente. Quando solicitado a escolher entre Liz e Claire, Jack escolhe Claire, mas esta, sentindo que o relacionamento tornou-se chato, revolta-se contra Jack.
Enquanto isso, Kenneth Parcell (Jack McBrayer) não está feliz com os novos uniformes de estagiários da NBC. Querendo vê-lo feliz novamente, Tracy Jordan (Tracy Morgan) faz com que os actores Harry Anderson, Markie Post e Charlie Robinson, do programa de televisão Night Court, venham para o Prédio GE, onde Anderson e Post concordam em encenar o casamento das suas respectivas personagens Juiz Harry Stone e Christine Sullivan. Kenneth fica animado ao descobrir que vai poder finalmente ver este casamento, nunca antes ocorrido no programa devido ao seu cancelamento pela NBC. Mas, quando surge um conflito entre Anderson e Post, parece que o casamento não acontecerá mais. No entanto, Anderson e Post fazem as pazes e ensaiam. Enquanto Tracy e Kenneth terminam de gravar as cenas finais do casamento de Harry e Christine, Harry declara ilegal usar os novos uniformes e exige que os antigos sejam trazidos de volta. Tracy diz a Kenneth que ele adicionou essa parte no gu+ião enquanto reclamava com os superiores de Kenneth para trazer de volta os uniformes antigos, deixando Kenneth feliz.

## Transmissão e repercussão

### Audiência
Nos Estados Unidos, "The One with the Cast of Night Court" foi transmitido pela primeira vez na noite de 13 de Novembro de 2008 pela NBC como o 39.° episódio de 30 Rock. Naquela noite, de acordo com os dados publicados pelo serviço de mediação de audiências Nielsen Ratings, foi assistido por uma média de 7,60 milhões de agregados familiares norte-americanos e recebeu a classificação de 3,6 e oito de share no perfil demográfico dos telespectadores entre os dezoito aos 49 anos de idade. Isso significa que foi visto por 3,6 por cento de todas as pessoas de dezoito a 49 anos de idade, e por oito por cento de todas as pessoas de dezoito a 49 anos de idade que estavam assistindo a televisão no momento da transmissão.
Na noite de 13 de Novembro de 2008, 30 Rock conseguiu reter uma percentagem de 88 dos telespectadores que assistiam a The Office, seriado transmitido meia-hora antes de 30 Rock. Por entre os outros programas transmitidos no horário nobre daquela noite, 30 Rock teve a décima classificação mais alta da semana para a NBC, no perfil demográfico dos telespectadores entre os dezoito aos 49 anos de idade. No perfil demográfico dos telespectadores masculinos entre as idades de dezoito aos 34, o seriado foi o mais visto, vencendo programas como CSI: Crime Scene Investigation da CBS, Anatomia de Grey da ABC e Kitchen Nightmares da Fox.

### Análises da crítica
| Críticas profissionais | Críticas profissionais |
| Avaliações da crítica  | Avaliações da crítica  |
| Fonte                  | Avaliação              |
| ---------------------- | ---------------------- |
| A.V. Club              | A                      |
| The Age                | (positiva)             |
| Alan Sepinwall         | (positiva)             |
| AOL                    | (positiva)             |
| The Australian         | (positiva)             |
| Entertainment Weekly   | (mista)                |
| IGN                    | 7,9/10                 |
| Paste                  | (positiva)             |
| Slant Magazine         | (positiva)             |
| TV Guide               | (positiva)             |

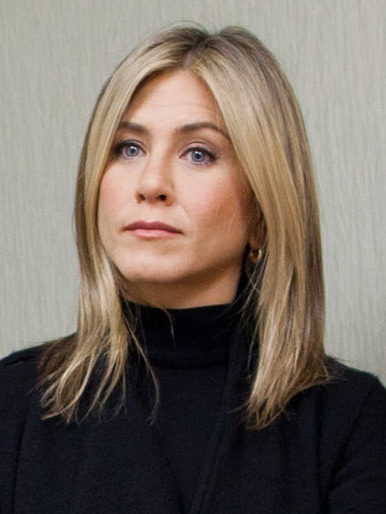
Embora a sua participação tenha dividido os críticos, Jennifer Aniston foi nomeada a um Prémio Emmy pelo seu desempenho.

Na sua análise para o jornal de entretenimento A.V. Club, o repórter Nathan Rabin descreveu o episódio como "excêntrico, estranho e exagerado" do qual aproveitou cada minuto, enquanto Farah Farouque, para o periódico australiano The Age, sentiu que "para o espectador mais esotérico, foi um episódio marcante." No entanto, embora Cameron Adams, para o tablóide melbourniano Herald Sun, tenha visto o episódio como "hilariante," o crítico Matthew Gilbert, para o The Boston Globe, observou-o como "flácido e chapado." Por outro lado, Robert Canning, analista de televisão do portal britânico IGN, achou que "The One with the Cast of Night Court" "teve os seus momentos" e que as histórias "tiveram seu potencial e sua parcela de risadas, mas não posso deixar de sentir que ambas poderiam ter sido muito mais." Canning comentou que a trama de Kenneth e Tracy foi "mais no estilo 30 Rock," mas lamentou o facto da mesma não ter conseguido realmente "aproveitar completamente o conceito como um todo." Jeff Labrecque, para a revista electrónica Entertainment Weekly, concordou parcialmente com essa opinião, expressando que o episódio não deu certo.
Acerca da participação de Aniston, as opiniões foram igualmente divididas, tais como a de Matt Webb Mitovich, da revista TV Guide, para quem o desempenho da actriz "pareceu doce, mas o papel foi um pouco demais ... [e] exagerado." O crítico Jeremy Medina, na sua análise para a revista Paste, ficou com a impressão de que 30 Rock não soube o que fazer com Aniston no episódio. Todavia, na sua análise para o periódico digital Slant Magazine, Tom Stempel achou que o seriado foi "inteligente o suficiente" para não fazer Claire parecida com a antiga personagem de televisão de Aniston, Rachel de Friends. Para Stempel, Claire foi uma "óptima escolha de personagem" para Aniston interpretar, e elogiou a actriz por "aproveitar ao máximo" a oportunidade. Kerrie Murphy, para o jornal The Australian, foi igualmente positiva, observando que Aniston se encaixa perfeitamente no papel de ex-colega de quarto de Liz, escrevendo que a sua participação "não foi apenas um lembrete de que Aniston é uma actriz cómica talentosa [...] Com ela, o elenco regular do programa facilmente consegue se sustentar."
Na sua análise para a coluna televisiva TV Squad do portal AOL, o crítico Bob Sassone apreciou as participações especiais dos três membros do elenco de Night Court neste episódio, assim como Robert Philpot, que escreveu que o elenco de Night Court roubou a cena de Aniston na sua resenha para o periódico diário Fort Worth Star-Telegram. Alan Sepinwall, colunista de televisão do jornal The Star-Ledger, "divertiu-se muito mais" com a trama de Night Court. Contanto, embora tenha descrito "The One with the Cast of Night Court" como "em grande parte, um sucesso," mostrou desapreço à trama envolvendo estas estrelas convidadas por não ter sido engraçada.

### Prémios e nomeações
Na 61.ª cerimónia anual dos Prémios Emmy do horário nobre, decorrida na noite de 20 de Setembro de 2009, Jennifer Aniston recebeu uma nomeação na categoria Melhor Actriz Convidada em Série de Comédia. Porém, foi Tina Fey — criadora, produtora executiva, argumentista-chefe e actriz principal em 30 Rock — que saiu vencedora pelas suas imitações da política Sarah Palin no Saturday Night Live.